# Miravet
Miravet è un comune spagnolo di 772 abitanti situato nella comunità autonoma della Catalogna.